# Хартунг, Ханс
Ханс Хартунг (нем. Hans Hartung; 21 сентября 1904, Лейпциг — 7 декабря 1989, Антиб) — французский художник Парижской школы, выходец из Германии.

## Биография
Ханс Хартунг родился в 1904 году в Лейпциге. Его отец — медик, музыкант и художник-самоучка. В 1912—1914 годах семья жила в Базеле, где Хартунг увлекся фотографией. Затем учился в Дрездене, копировал в музее Рембрандта, Гойю, Эль Греко, немецких и австрийских экспрессионистов (Кокошка, Нольде). В акварельных работах 1922 года пришёл к абстракционизму.
В 1924—1925 учился философии и истории искусства в Лейпциге, затем — в Академии изящных искусств в Дрездене. Открыл для себя импрессионизм и кубизм. До 1931 года жил в Париже, затем путешествовал по Бельгии, Голландии, Норвегии. С 1934 поселился в Париже, сблизился с Кандинским, Мондрианом, Миро, Колдером. Рисовал в манере, близкой к ташизму.
В 1939 году Хартунг женился на норвежской художнице Анне-Эве Бергман, и в том же году они развелись. Бедствуя, Хартунг работал в мастерской скульптора Хулио Гонсалеса и впоследствии женился на его дочери Роберте. Однако с ней он также развёлся и в 1957 году вновь заключил брак с первой женой.
В годы Второй мировой войны записался в Иностранный легион, воевал в Северной Африке. Демобилизовавшись, бежал из оккупированной Франции в 1943, укрывался в Испании, был арестован, семь месяцев провел во французском концентрационном лагере. Затем снова поступил в Иностранный легион, был тяжело ранен в ноябре 1944, потерял правую ногу. Вернувшись в Париж, в 1946 получил французское гражданство, был награждён Военным крестом и орденом Почётного легиона.

## Творчество и признание
После войны участвовал в многочисленных выставках, был замечен критикой. Документальный фильм «Визит к Хансу Хартунгу» снял Ален Рене (1947). Хартунг подружился с Сулажем, Матье, Ротко, был признан одним из лидеров информеля (нефигуративного искусства). Большая ретроспектива его работ была развернута в Базельском музее (1952), в 1956 он был избран членом Берлинской Академии изящных искусств. В 1957 художник получил премию Рубенса, а в 1960 — Большую премию по живописи на Венецианской биеннале. Ретроспективные выставки его работ прошли в Брауншвейге, Турине, Париже, Хьюстоне, Квебеке, Монреале, Нью-Йорке, Кёльне. Он был удостоен Почетного приза биеннале в Любляне (1967), Большой художественной премии Парижа (1970).
В семидесятые годы ретроспективные экспозиции Хартунга прошли в Берлине, Мюнхене, Нью-Йорке. Известное швейцарское издательство «Скира» выпустило альбом «Незамеченный мир глазами Ханса Хартунга» с репродукциями его фотографий и текстом французского поэта Жана Тардьё.
Многочисленные выставки Хартунга с успехом прошли в различных странах Европы и в восьмидесятые годы. В 1977 году Хартунг был избран в Академию изящных искусств Института Франции. Выставка его гравюр и литографий была организована в Париже центром Помпиду. Он первым получил от правительства Австрии премию Оскара Кокошки (1981]), в Государственной художественной галерее Мюнхена был открыт его постоянный зал. Такой же зал был открыт в 1984 в Дармштадте; Хартунг получил в ФРГ Большой крест за заслуги. 
Хартунг снят в фильме «Песнь творения: Художник Пабло Пикассо» (1982, см.: ).